# Falsapomecyna
Falsapomecyna is een kevergeslacht uit de familie van de boktorren (Cerambycidae). De wetenschappelijke naam van het geslacht werd voor het eerst geldig gepubliceerd in 1942 door Breuning.

## Soorten
Falsapomecyna omvat de volgende soorten:
- Falsapomecyna albolineata Breuning, 1942
- Falsapomecyna mourgliae Teocchi, 1988